# エジプトへの逃避途上の休息 (ダヴィト、ワシントン)
『エジプトへの逃避途上の休息』（エジプトへのとうひとじょうのきゅうそく、英: The Rest on the Flight into Egypt）は、初期フランドル派の画家ヘラルト・ダヴィトが1510年ごろ、板上に油彩で描いた絵画である。1937年、米国の美術品収集家アンドリュー・メロンにより、ナショナル・ギャラリー・オブ・アートに寄贈された。本作は、同画家による同主題のメトロポリタン美術館の作品、プラド美術館の作品、アントワープ王立美術館の作品、ボイマンス・ヴァン・ベーニンゲン美術館の『聖母子』と比較対象になっている。

## 作品
「エジプトへの逃避」は、『新約聖書』中の「マタイによる福音書」 (II.13-18) から採られている。生まれたばかりのイエス・キリストの養父聖ヨセフの夢に天使が現れ、ヘロデ王がイエスを探し出して殺そうとしているので、聖母マリアとイエスを連れてエジプトに逃げるように告げる。福音書は、エジプト逃避途上の休息には触れておらず、それは「外典」に拠っている。多くの時期の画家たちにとって人気のある主題であったが、ダヴィトも異なる構図で何度か描いている。それらの作品はおそらく委嘱によるものではなく、絵画市場に出すために制作したのであろう。一連の作品はわずかの細部をのぞいてかなり類似しているが、すべての作品でダヴィトは、深い森を背景にして座り、幼子イエスに授乳している聖母マリアに焦点を当てている。遠景には、たいてい休息かエジプトへの旅に関する場面が描かれている。
本作の構図は、プラド美術館、メトロポリタン美術館、アントワープ王立美術館の構図とはまったく違っている。ここでは、聖餐の象徴であるブドウの房を持っている幼子イエスに授乳している聖母マリアと、実を落とそうと栗の木を揺さぶっている聖ヨセフが表されている。
聖家族は、3日の旅の後、休息しているところである。マリアは食べ物を欲していたが、ヤシの木は高すぎて、ヨセフは実を採ることができなかった。そこで、キリストは木に身を低くするように命じる。画家ダヴィトは、この奇跡の代わりにヨセフに杖を与え、ヤシの木をフランドルの栗の木に置き換えている。しかし、16世紀の鑑賞者は、「外典」の本来の記述を記憶していたであろう。
画家は、均整のある落ち着いた雰囲気を創造している。聖母子は中央に位置しており、後退する斜線ならびに　交互に重ねられた光と陰の面が巧みに後景へと続いて、人物たちを周囲の環境に調和させているのである。画面に行き渡る落ち着いた青色が作品を統合している。本作は画家が創造した最も愛らしく、平和な作品の1つである。